# Мишари (Босна и Херцеговина)
Мишари (на сръбски: Мишари) е село в Босна и Херцеговина, разположено в община Власеница, в ентитета на Република Сръбска. Населението му според преброяването през 2013 г. е 167 души, от тях: 165 (98,80 %) сърби, 1 (0,59 %) хърватин и 1 (0,59 %) от друга етническа принадлежност.

## Население
Численост на населението според преброяванията през годините:
- 1961 – 203 души
- 1971 – 236 души
- 1981 – 294 души
- 1991 – 232 души
- 2013 – 167 души